# Thomas Wilkening
Thomas Wilkening (* 22. September 1956 in Potsdam-Babelsberg; † 4. März 2005 bei Vitte (Insel Hiddensee)) war ein deutscher Fernsehproduzent. Er war verheiratet und hatte zwei Kinder.

## Leben
Als Sohn des langjährigen technischen Direktors der DEFA, Albert Wilkening (1909–1990), kam Thomas Wilkening bereits früh zum Film. Ein Studium an der Hochschule für Film und Fernsehen Potsdam schloss er mit Promotion ab. Nach der politischen Wende in der DDR im Herbst 1989 gründete Wilkening in Potsdam zusammen mit Kollegen die Thomas Wilkening Filmgesellschaft mbH. Diese Firma produzierte eine Reihe bekannter Filme, darunter Herzsprung (1992) mit Günter Lamprecht sowie Gripsholm (1999) mit Ulrich Noethen und Heike Makatsch. Besondere Bekanntheit erlangte er auch durch die Produktionen in der Fernsehserie Polizeiruf 110. Sein bevorzugter Drehbuchautor war Stefan Kolditz, der ihm sechs Filme schrieb. Sie kannten sich bereits seit ihrer Kindheit. Sein letztes Projekt war der Kinofilm mit dem Arbeitstitel Ich bin ein Mörder mit Katrin Saß.
Wilkening verirrte sich in der Nacht zum 4. März 2005 auf dem Weg von Vitte nach Neuendorf auf der Ostseeinsel Hiddensee, wo sein Vater Albert Wilkening, der ehemalige Chef der DDR-Filmgesellschaft Defa, ein Sommerhaus besaß, in der Dunkelheit und brach im Eis eines zugefrorenen Tümpels ein. Er konnte zwar gegen 2 Uhr per Handy noch die Feuerwehr informieren, konnte jedoch keine genauen Angaben über den Ort des Unfalls machen. So blieb die eingeleitete Rettungsaktion erfolglos. Wilkening wurde gegen 8 Uhr morgens tot aufgefunden.

## Produktionen
- 1992: Herzsprung (Kino, Produzent)
- 1993 Schönes Fräulein, darf ich’s wagen (TV, Produzent)
- 1993 Novalis – Die blaue Blume (Herstellungsleitung)
- 1996 Meine Liebe, Deine Liebe (Produzent)
- 1996 Engelchen (Produzent)
- 1996 Cemile oder das Märchen von der Hoffnung (Produzent, Drehbuch)
- 1999 Polizeiruf 110 – Mörderkind (TV, Produzent, Idee)
- 2000 Gripsholm (Kino, Produzent)
- 2001 Polizeiruf 110 – Bei Klingelzeichen Mord (TV, Produzent)
- 2001 Polizeiruf 110 – Angst (TV, Produzent)
- 2002 Polizeiruf 110 – Wandas letzter Gang (TV, Produzent)
- 2004 Polizeiruf 110 – Vergewaltigt (TV, Produzent)
- 2005 Mutterseelenallein (Kino, Produzent)